# Soulèvement de Zamość
 (octobre 2019).
Si vous disposez d'ouvrages ou d'articles de référence ou si vous connaissez des sites web de qualité traitant du thème abordé ici, merci de compléter l'article en donnant les références utiles à sa vérifiabilité et en les liant à la section « Notes et références ».
Seconde Guerre mondiale
Le soulèvement de Zamość est une série d'actions menées de décembre 1942 à juillet 1944 par la résistance polonaise (principalement Armia Krajowa et Bataliony Chłopskie) contre l'expulsion des Polonais de la région de Zamość dans le cadre du Generalplan Ost.

## Contexte
En raison de la grande fertilité de sa terre noire, la région de Zamość est choisie, en 1942, pour une colonisation allemande, dans le cadre du Generalplan Ost. La ville elle-même doit être rebaptisée Himmlerstadt, du nom de Heinrich Himmler initiateur du projet de colonisation.

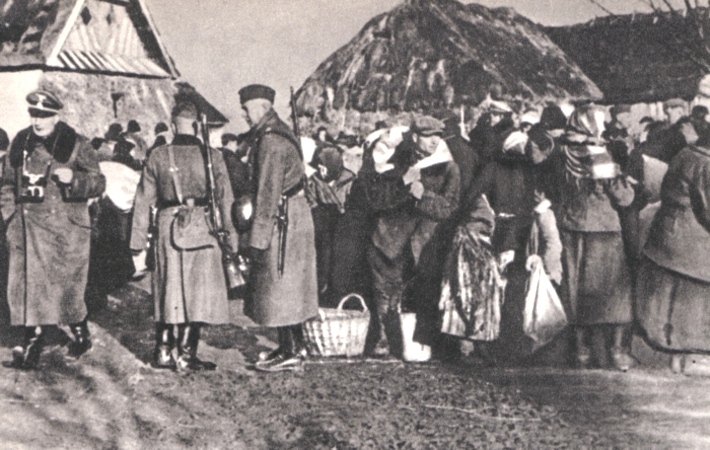
Expulsion de villageois polonais dans la région de Zamość en décembre 1942

Le plan prévoit l'installation d'au moins 60 000 Allemands dans la région, avant la fin de 1943. À titre d'essai, une première campagne d'expulsion se déroule en novembre 1941. L'ensemble de l'opération se termine dans des opérations exceptionnelles de pacification anti-partisanes combinées avec les expulsions en juin-juillet 1943, sous le nom de code action Wehrwolf (pl).
Plus de 110 000 villageois polonais de quelque 297 villages sont expulsés dans le cadre des plans nazis pour l'établissement de colonies allemandes dans les territoires conquis (Generalplan Ost). Certains sont réinstallés dans la région de Varsovie ou Lublin, mais près de la moitié des expulsés sont envoyés en Allemagne pour servir au travail forcé ou dans les camps de concentration nazis pour ne jamais revenir. Certains villages sont tout simplement rasés et les habitants assassinés.
Près de 5 000 enfants sont enlevés à leurs parents par les autorités allemandes pour germanisation potentielle,,. Seulement 800 d'entre eux seront retrouvés et renvoyés en Pologne après la Seconde Guerre mondiale.

## Résistance polonaise

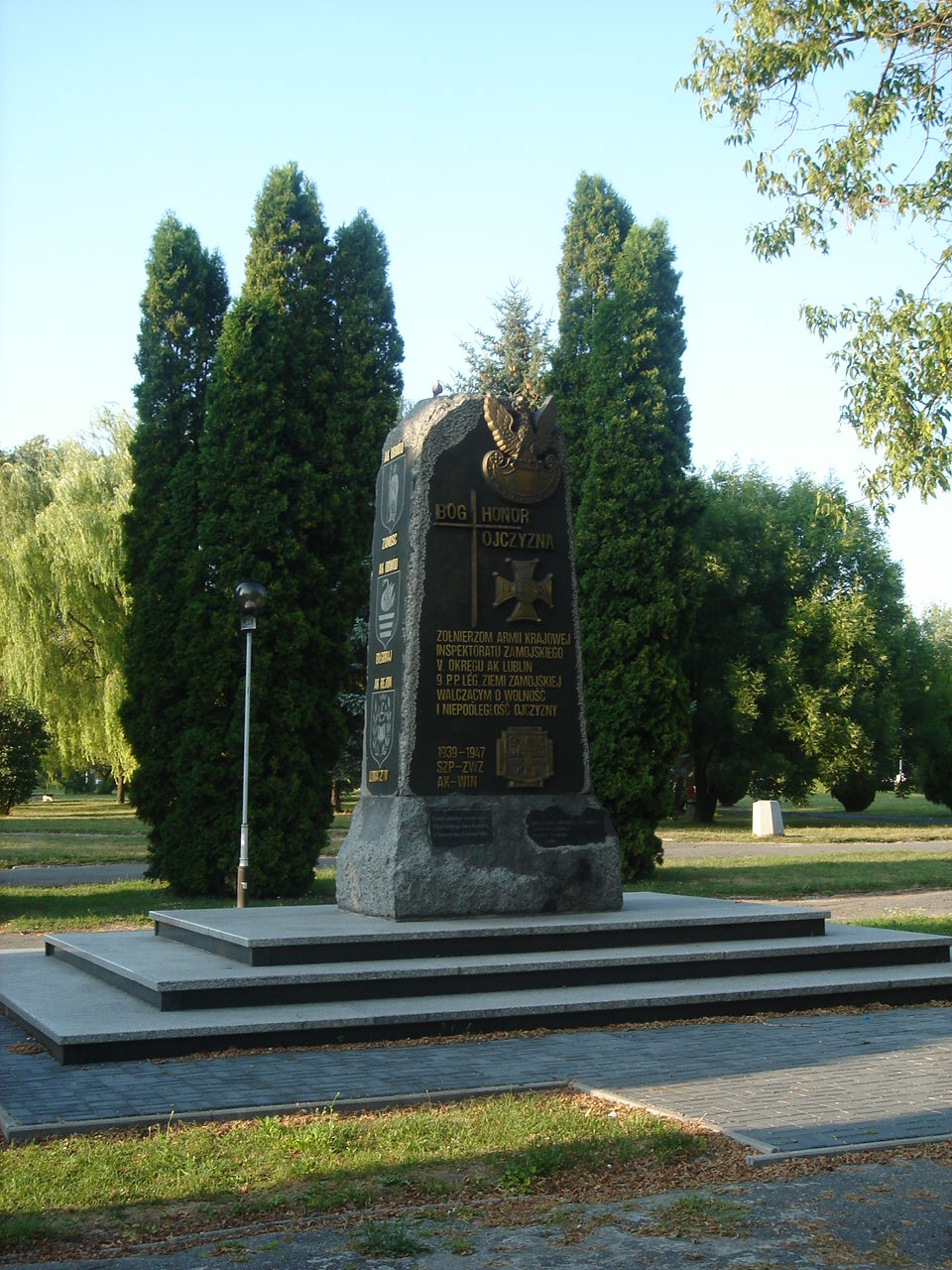
Monument de l'Armia Krajowa à Zamość

Les populations locales résistent à l'action avec une grande détermination. Certains s'échappent dans les forêts où l'auto-défense s'organise. Les unités de résistance polonaise, Armia Krajowa et Bataliony Chłopskie, ainsi que des partisans soviétiques et les pro-soviétiques de Gwardia Ludowa aident à évacuer les civils polonais et agressent les colons allemands. Les forces de résistance rassemblent dans les forêts plusieurs milliers de combattants.
En décembre 1942 une des premières grandes batailles partisanes de la Seconde Guerre mondiale a lieu dans la région à Wjoda. La première phase de la résistance a eu lieu à partir de décembre 1942 à février 1943. Les Allemands réduisent leurs activités, mais contre-attaquent en juin, menant de grandes opérations anti-partisanes et répandant la terreur parmi la population civile (Action Werwolf (pl)).
Au printemps 1943, sous le harcèlement croissant des partisans, les Allemands commencent à perdre le contrôle de la région. À la fin de l'année 1943, seuls 13 000 colons ont réussi à s'installer. Après plusieurs combats entre les partisans et les unités allemandes à Bliżów, Róża, Zaboreczno, Długi Kąt, Lasowce et Hrubieszów, les Allemands mettent fin à l'action de colonisation.
Dans la première moitié de 1944, les civils polonais et la résistance polonaise sont attaqués par des unités de l'armée insurrectionnelle ukrainienne (voir Massacres des Polonais en Volhynie). Néanmoins, à la fin de l'été 1944, les partisans polonais, basés dans les grandes forêts de la région, ont pris le contrôle des campagnes. Les Allemands, qui ne contrôlent plus que les grandes villes, lancent une contre-offensive majeure (Sturmwind I (pl) et Sturmwind II (pl)) qui se terminent par la bataille d'Osuchy (en) (une des plus grandes batailles entre la résistance polonaise et l'Allemagne nazie). Les insurgés subissent de lourdes pertes. Cependant en juillet, des unités polonaises prennent part au Plan Tempête et parviennent à libérer plusieurs villes et villages de la région de Zamość.
Sous la pression de l'Armée rouge, les Allemands sont contraints de quitter la région.